# 華瑞物業建設
珠海市華瑞物業建設有限公司是中國石化旗下的燕山石化與香港雍林實業有限公司合資成立的中國房地產開發公司，雙方各擁50%股權。
2010年3月，中國國務院國資委要求78家央企退出房地產市場的背景下，燕山石化把所持有的珠海市華瑞物業建設有限公司於上海联合产权交易所以1元人民幣掛牌轉讓。 中國石化其後回應有關被指央企賤賣國有資產的質疑時，指出有關公司已負債1,460萬元，淨資產為負，所以才把股權標價為1元。